# Masaru Kato
Masaru Kato (加藤 大 Kato Masaru?), född 7 maj 1991 i Fukuoka prefektur, är en japansk fotbollsspelare.
Kato började sin karriär 2010 i Albirex Niigata. 2012 blev han utlånad till Ehime FC. Han gick tillbaka till Albirex Niigata 2014. Han spelade 147 ligamatcher för klubben. 2019 flyttade han till Avispa Fukuoka.